# NGC 433
NGC 433 ist ein offener Sternhaufen im Sternbild Kassiopeia.
NGC 433 wurde am 29. September 1829 von dem britischen Astronomen John Frederick William Herschel entdeckt.